# Дрен (община Демир Капия)
Вижте пояснителната страница за други значения на Дрен.
Дрен (изписване до 1945 година: Дрѣнъ; на македонска литературна норма: Дрен) е село в Северна Македония, в община Демир Капия.

## География
Селото е разположено в Демир Капията южно от самия град Демир Капия.

## История
В XIX век Дрен е неголямо изцяло българско село в Тиквешка кааза на Османската империя. Църквата „Свети Илия“ е от XIX век, а „Свети Никола“ е от 1868 година и е обновена в 1910 година. Според статистиката на Васил Кънчов („Македония. Етнография и статистика“) от 1900 г. Дрѣнъ има 90 жители всички българи християни.
Цялото село е под върховенството на Българската екзархия. По данни на секретаря на екзархията Димитър Мишев („La Macédoine et sa Population Chrétienne“) в 1905 година в Дрян има 120 българи екзархисти.
Според преброяването от 2002 година селото има 367 жители.